# Maligas Tongah
Maligas Tongah is een bestuurslaag in het regentschap Simalungun van de provincie Noord-Sumatra, Indonesië. Maligas Tongah telt 2439 inwoners (volkstelling 2010).